# Misie sui iuris v Tádžikistánu
Misie sui iuris v Tádžikistánu je katolickou misií a její ritus je latinský.

## Historie a současnost
Misie byl založena 29. září 1997 papežem Janem Pavlem II. z apoštolské administratury Kazachstán. Podléhá Svatému stolci. Prvním superiorem se stal argentinský kněz Carlos Antonio Avila, I.V.E. Současným superiorem je otec Pedro Ramiro López, I.V.E. K roku 2010 měla misie 326 věřících, 4 řeholní kněze, 4 řeholníky, 8 řeholnic a 3 farnosti.

## Seznam superiorů
- Carlos Antonio Avila, I.V.E. (1997-2013)
- Pedro Ramiro López, I.V.E. (od 2013)